# Los Cabos Open 2021
Los Cabos Open 2021 — тенісний турнір, що проходив на кортах з твердим покриттям у місті Кабо-Сан-Лукас, Мексика з 19 липня. Належав до категорії ATP 250.

## Фінальна частина

### Одиночний розряд
Кемерон Норрі —  Брендон Накашіма 6–2, 6–2

### Парний розряд
Ганс Гах Вердуґо /  Джон Ізнер —  Гантер Ріс /  Сем Вербек 5–7, 6–2, [10–4]